# Sopota, Litija
Sopota je naselje v Občini Litija. Ustanovljeno je bilo leta 1995 iz dela ozemlja naselja Dobovica. Leta 2015 je imelo 15 prebivalcev.